# 9019 Eucommia
9019 Eucommia è un asteroide della fascia principale. Scoperto nel 1987, presenta un'orbita caratterizzata da un semiasse maggiore pari a 2,4436475 UA e da un'eccentricità di 0,0999932, inclinata di 5,41295° rispetto all'eclittica.